# Moxico
Moxico és un municipi de la província de Moxico. Té una extensió de 38.999 km² i 350.803 habitants. Comprèn les comunes de Luena, Cangumbe, Lukusse, Lutuai i Muangai. Limita al nord amb els municipis de Cacolo, Dala, Camanongue i Léua, a l'est amb els municipis de Lumeje i Alto Zambeze, al sud amb els municipis de Bundas i Luchazes, i a l'oest amb els municipis de Camacupa i Cuemba.